# Ronde van Italië 2025/Tiende etappe
De tiende etappe van de Ronde van Italië 2025 vond plaats op 20 mei. De Nederlander Daan Hoole won, voor de topfavoriet Joshua Tarling en Ethan Hayter.

## Parcours
De 28,6 kilometer lange tijdrit startte in Lucca en werd verreden over een grotendeels vlak parcours. De finish lag op de Piazza dei Miracoli in Pisa.

## Koersverloop
Voor de 26-jarige Daan Hoole was het de grootste zege in zijn carrière, hoewel de Nederlander al vier jaar prof is. Het Nederlands kampioenschap tijdrijden van vorig jaar was zijn enige profzege uit zijn loopbaan. De Britse topfavoriet voor de ritzege Joshua Tarling kwam 7 seconden langzamer dan Hoole over de streep en bovendien was het al begonnen met regenen.
Door de regen was het snel duidelijk dat de winnaar al bekend was vooraleer de klassementsmannen van start gingen.  Deze moesten grotendeels in de regen rijden waardoor het te gevaarlijk werd voor valpartijen. De favorieten voor eindwinst Primož Roglič en Juan Ayuso reden toch nog een sterke tijdrit maar konden Hoole nooit echt bedreigen. Voor Lidl-Trek was al de 4e zege in deze Giro na eerder 3 ritzeges voor de Deen  Mads Pedersen.
De Mexicaan Isaac del Toro kon zijn roze trui nipt behouden.

## Uitslagen
| Lucca – Pisa (28,6 km) |                       |                       |            |
| Plaats                 | Naam                  | Ploeg                 | tijd       |
| Winnaar                | Daan Hoole            | Lidl-Trek             | 32'30,48"  |
| 2                      | Joshua Tarling        | INEOS Grenadiers      | + 6,90"    |
| 3                      | Ethan Hayter          | Soudal Quick-Step     | + 9,94"    |
| 4                      | Mattia Cattaneo       | Soudal Quick-Step     | + 22,65"   |
| 5                      | Edoardo Affini        | Visma \| Lease a Bike | + 24,36"   |
| 6                      | Jay Vine              | UAE Team Emirates-XRG | + 37,47"   |
| 7                      | Luke Plapp            | Jayco AlUla           | + 43,59"   |
| 8                      | Marco Frigo           | Israel-Premier Tech   | + 47,11"   |
| 9                      | Michael Hepburn       | Jayco AlUla           | + 49,68"   |
| 10                     | Xabier Mikel Azparren | Q36.5                 | + 53,80"   |
|                        |                       |                       |            |
| 16                     | Wout van Aert         | Visma \| Lease a Bike | + 1'08,87" |

| Algemeen klassement |                 |                         |           |
| Plaats              | Naam            | Ploeg                   | Tijd      |
| Roze trui           | Isaac del Toro  | UAE Team Emirates-XRG   | 34u11'37" |
| 2                   | Juan Ayuso      | UAE Team Emirates-XRG   | + 25"     |
| 3                   | Antonio Tiberi  | Bahrain Victorious      | + 1'01"   |
| 4                   | Simon Yates     | Visma \| Lease a Bike   | + 1'03"   |
| 5                   | Primož Roglič   | Red Bull-BORA-hansgrohe | + 1'18"   |
| 6                   | Brandon McNulty | UAE Team Emirates-XRG   | + 2'00"   |
| 7                   | Adam Yates      | UAE Team Emirates-XRG   | + 2'06"   |
| 8                   | Giulio Ciccone  | Lidl-Trek               | + 2'07"   |
| 9                   | Richard Carapaz | EF Education-EasyPost   | + 2'10"   |
| 10                  | Thymen Arensman | INEOS Grenadiers        | + 2'27"   |
|                     |                 |                         |           |
| 71                  | Quinten Hermans | Alpecin-Deceuninck      | + 44'45"  |

1e etappe ·
2e etappe ·
3e etappe ·
4e etappe ·
5e etappe ·
6e etappe ·
7e etappe ·
8e etappe ·
9e etappe ·
10e etappe ·
11e etappe ·
12e etappe ·
13e etappe ·
14e etappe ·
15e etappe ·
16e etappe ·
17e etappe ·
18e etappe ·
19e etappe ·
20e etappe ·
21e etappe
Startlijst · Eindstanden · Afbeeldingen